# Cantonul Labrit
Cantonul Labrit este un canton din arondismentul Mont-de-Marsan, departamentul Landes, regiunea Aquitania, Franța.

## Comune
| Comune          | Populație (1999) | Cod poștal | Cod INSEE |
| --------------- | ---------------- | ---------- | --------- |
| Bélis           | 139              | 40120      | 40033     |
| Brocas          | 787              | 40420      | 40056     |
| Canenx-et-Réaut | 162              | 40090      | 40064     |
| Cère            | 399              | 40090      | 40081     |
| Garein          | 424              | 40420      | 40105     |
| Labrit          | 841              | 40420      | 40135     |
| Maillères       | 193              | 40120      | 40170     |
| Le Sen          | 205              | 40420      | 40297     |
| Vert            | 238              | 40420      | 40323     |